# Den perfekte chef
Den perfekte chef (spansk: El buen patrón) er en spansk komedie-dramafilm fra 2021 instrueret og skrevet af Fernando León de Aranoa og med Javier Bardem i hovedrollen. En virksomhedssatire, som omhandler en karismatisk og manipulerende fabriksejer, der blander sig i sine ansattes liv.

## Medvirkende
- Javier Bardem som Julio Blanco[16][17][18]
- Manolo Solo som Miralles[17][18]
- Almudena Amor som Liliana[17][18]
- Óscar de la Fuente som Jose[19][18]
- Sonia Almarcha som Adela[19][18]
- Fernando Albizu som Román[19][18]
- Tarik Rmili som Khaled[19][18]
- Rafa Castejón som Rubio[20][18]
- Celso Bugallo som Fortuna[19][18]
- Francesc Orella som Alejandro[18]
- Martín Páez som Salva[20][18]
- Yael Belicha som Inés[20][18]
- Mara Guil som Aurora[21][18]
- Nao Albet som Albert[18]
- María de Nati as Ángela[18]
- Dalit Streett Tejeda[22][18]
- Nicolás Ruiz som Jose's søn [23]